# 押谷芽衣
押谷 芽衣（おしたに めい、5月2日 - ）は、日本の女性声優。フリー。関東地方出身。

## 出演作品
※太字はメインキャラクター

### テレビアニメ
1992年
- ヨーヨーの猫つまみ（ココ）

1995年
- 鬼神童子ZENKI

### 劇場版アニメ
1991年
- おもひでぽろぽろ（アイ子）

1995年
- ユンカース・カム・ヒア（野沢ひろみ）

1997年
- ウルトラニャン 星空から舞い降りたふしぎネコ（はるか）

1998年
- ウルトラニャン2 ハッピー大作戦（はるか）

### 吹き替え
- 頑張れフリッパー（ペニー）
- バンビ（幼少のファリーン）
- リトル・プリンセス（セーラ・クルー）

### CDドラマ
- Papa told me  (的場知世)

### CD
- チャレンジ自然探検ゼミ「きく図鑑」（サーチ）

| スタブアイコン | サブスタブ | この項目は、まだ閲覧者の調べものの参照としては役立たない、声優（ナレーターを含む）に関連した書きかけの項目です。この項目を加筆・訂正などしてくださる協力者を求めています（P:アニメ/PJ:芸能人）。 |